# Sarusi Mihály
Sarusi Mihály (Békéscsaba, 1944. április 7. –) József Attila-díjas magyar író, újságíró, költő, könyvtáros, népművelő, fodrász.

## Életrajza
2001-től Balatonalmádiban él. (2024-ben Balatonalmádiban elnyerte a város díszpolgára címet.)  Édesanyja, Farkas Erzsébet (+ 1964) újkígyósi kisgazdalányként, édesapja, Kurtucz Mihály kisiratosi zsellér fiából lett iparosként (férfifodrász segéd) került Békéscsabára.  A felesége (Kállai Rózsa Gyöngyi, 1972) tanítónő, két felnőtt gyermekük van (Gergely, 1975; Gyöngyi, 1977), majd megszülettek első unokáik (2007-ben leányuk {Gyöngyi} Gyöngyvirág nevű leánykája, majd 2011-ben a fia, Bátor. Fiuk {Gergely} gyermeke, Koppány, 2020-ban jött világra.). 
Végzettség szerint női fodrász, népművelő, könyvtáros, mozigépész, moziüzem-vezető, újságíró és filozófus, de volt matróz, szövetkezeti és megyeházi tisztviselő, nemkülönben éhezőművész is. 
Eddig legtovább Békéscsabán élt, mindamellett hosszabb időt töltött Veszprémben, Debrecenben, Budapesten, Székesfehérváron, Balatonfűzfőn, és általában hírlapíróként dolgozott.

## Könyvei

### Regény
- Magyar Krisztus (Bp., Szépirodalmi K., 1986) Online hozzáférés
- Fönn a Jeruzsálemhegyen (Bp., Szépirodalmi K., 1987)
- Kazal (Békéscsaba, Tevan K., 1991)
- Eszterberke (Bp., Szépirodalmi K., 1993) Online hozzáférés
- Fekete-Zaránd (Békéscsaba, Tevan K., 2002) Online hozzáférés
- Hiábahaza (Veszprém, Vár Ucca Műhely, 2010) Online hozzáférés
- Kopóirat (Bp., Hungarovox K., 2013) Online hozzáférés

### Kisregény
- A kaporszakállú nádvágó (Bp., Magvető K., 1985) Online hozzáférés
- Árva ima (Bp., Szépirodalmi K., 1989) Online hozzáférés
- Decebál Gyulán (Miskolc, Felsőmagyarország K., 1995)
- Csuba Ferke (Karcag, Barbaricum K., 1997) Online hozzáférés
- Az Aranykapca álma (Miskolc, Felsőmagyarország K., 1999)

### Elbeszélés
- A csabai Szajnán (Bp., Magvető K., 1981; Bcs., Magyar T. Erkel S. Kh., 2011) Online hozzáférés
- Pázsit (Békéscsaba, Békés Megyei Könyvtár, 1983)
- Hanyattúszás (Bp., Zrínyi K., 1990)
- Túl-a-Gulág (Veszprém, Vár Ucca Műhely, 2005) Online hozzáférés
- Végig a Corvinkán (Békéscsaba, Magyar Téka Erkel Sándor Könyvesház, 2010) Online hozzáférés
- Lajtabánsági állatmesék (Miskolc, Felsőmagyarország Kiadó, 2013) Online hozzáférés
- Négy kicsi mérges avantgard (Békéscsaba, Corvinka Könyvek, 2013) Online hozzáférés
- Nyílik a savanyauborka-virág (Bp., Napkút K., 2018) Online hozzáférés
- Könyvek hava. Kurtucz-, Sarusi-, Kurta-könyvről könyvre; Corvinka Könyvek, Békéscsaba, 2024 Online hozzáférés
- Házról házra a Corvinka. A Végig a Corvinkán című uccarajz III. kötete; Corvinka Könyvek, Békéscsaba, 2025

### Költemény
- Filadelfi Mihály–Sarusi Mihály–Sass Ervin: Ötvenhét vers. (Békéscsaba, Városi Tanács, 1970)
- Ugatoló (Békéscsaba, szerzői kiadás, 1978/1991)
- Csavargó ének (Békéscsaba, Magyar Téka Erkel Sándor Könyvesház, 2001) Online hozzáférés
- Hun fohász (Kaposvár, Búvópatak füzetek, 2011) Online hozzáférés
- Igen, a haza (Békéscsaba, Corvinka Könyvek, 2018) Online hozzáférés

### Útirajz
- Vagabundkorzó I: Korzó (Szolnok, Jászkunság K., 1993)
- Vagabundkorzó II: Portya (Szolnok, Jászkunság K., 1993)
- Vagabundkorzó III: Lótor (Szolnok, Jászkunság K., 1993)
- Vagabundkorzó IV: Képeslapok (Karcag, Barbaricum K., 2001)
- Vagabundkorzó V: Zarándok úton (Karcag, Barbaricum K., 2001)
- Vagabundkorzó VI: Csavargó Fényírda (Karcag, Barbaricum K., 2001)
- Vagabundkorzó VII: Szentföldön (Veszprém, Vár Ucca Műhely, 2014)
- Hun a Szeret szompolyog (Békéscsaba, Corvinka Könyvek, 2020) Online hozzáférés
- Hun, ki. Tengeren-túli, avagy: Csabától Csabáig. A Vagabundkorzó III., IV., V. kötetéből, 1985–1995; Corvinka Könyvek, Békéscsaba, 2022 Online hozzáférés
- Végenincs Corvinka. A Végig a Corvinkán című utcarajz II. kötete; Corvinka Könyvek, Békéscsaba, 2023 Online hozzáférés

### Falurajz
- Kis iratosi falurajz I: Kisiratos helynevei (Bp., ELTE, 1987)
- Kis iratosi falurajz II: Kisiratos ragadványnevei (Bp. ELTE, 1992)
- Kis iratosi falurajz III: Csonka-Csanád (Békéscsaba, Békés Megyei Könyvtár, 2001)
- Kis iratosi falurajz IV: Szalbek-Iratos (Arad, Irodalmi Jelen Könyvek, 2005)
- Kis iratosi falurajz V: Személynevek Kisiratoson (Bp. ELTE, 2005)
- Kis iratosi falurajz VI: Fő, hogy mögvagyunk (Miskolc-Szolnok, Felsőmagyarország K.-Szépírás, 2007)
- Kis iratosi falurajz VII: Kisiratosi tájszótár (Bp. ELTE, 2008)
- Lönni vagy nem lönni – Kisiratos írói falurajza (Arad, Irodalmi Jelen Könyvek, 2015 – villanykönyv) Online hozzáférés
- Kisiratos 200 éve képekben. Szalbek-Iratostól Dorobáncon át (újra) Kisiratosig (avagy Csanádtól Zarándon át Aradig) (Arad, Concord Média Jelen, 2018)

### Széptanulmány
- Írni, Csabán (Gyoma, Kner Ny., 1998; Békéscsaba, Erkel S. Könyvesház, 2006) Online hozzáférés
- Petőfi: más (Szolnok, Szépírás K., 2002)
- Alföldi képek (Karcag, Barbaricum Könyvműhely, 2005) Online hozzáférés
- Körmendi és Sarusi szabad csapat (Karcag, Barbaricum könyvműhely, 2006) Online hozzáférés
- Simonyitól Simonyiig (Békéscsaba, Erkel S. Könyvesház, 2012) Online hozzáférés
- Körmendi és Sarusi szabad csapat. 2. kiad. Körmendi Lajos összes művei III. Karcag, Barbaricum Km. 2015., 101-150.

### Fürdőlevél
- Fecskeúton (Berekfürdő, Bereki Irodalmi Társaság, 2003) Online hozzáférés

### Tudósítás
- Balatoni fiúk (Bp., Püski K., 2003)
- Öreg-hegyen innen, Öreg-hegyen túl – Balatoni jelenetek I-II. (Miskolc, Felsőmagyarország K., 2017, 2020) I. kötet: Online hozzáférés és II. kötet: Online hozzáférés

### Karcolat
- Kurta Miska levelei Zaránd vármegyéből AZ MÁI LABANCOKRÚL (Kaposvár, Búvópatak könyvek, 2007) Online hozzáférés
- Pinceszer (Bp., Széphalom Km., 2009) Online hozzáférés
- Pinceszer, meg amit akartok (Pomerium-Balatonalmádi, B.a.-i Kertbarát Kör, 2017) Online hozzáférés
- Nyelvkiakadásban ‒ …nyitva az OPEN. Nyelvöltögetés a janicsár‒magyar tájszótár készítése közben (Békéscsaba, Corvinka Könyvek, 2019) Online hozzáférés

### Vallomás
- Szökőélet (Miskolc, Felsőmagyarország, 1997) Online hozzáférés
- Tiszta betű – Sarusi-megszólaltatások (Békéscsaba, Corvinka Könyvek, 2014)

Leveleskönyv
- Innen a rácson. Simonyi Imre, Ördögh Szilveszter, Körmendi Lajos és Nagy Gáspár küldeményei. Levelesládámból I.; Corvinka Könyvek, Békéscsaba, 2017 Online hozzáférés
- Életszomj. Levélregény, 1961–1971. Levelesládámból, II.; Kortárs, Bp., 2021 (Kortárs levelezés) Online hozzáférés

Színjáték
• Csuba Ferke (L. Alföldi képek. Karcag, Barbaricum Km., 2005. 149-173) + Ea. Nagyvárad, 2017
• Álompuszta (Békéscsaba, Corvinka Könyvek, 2016)

## Díjai
- 1967 – Szép Szó elbeszélés-pályázat II. díja (Budapest)
- 1983 – Békés Megye Tanácsának művészeti díja (Békéscsaba)
- 1986 – Darvas József-emlékdíj (Orosháza)
- 1987 – a Szépirodalmi Könyvkiadó nívódíja (Bp.)
- 1987 – Füst Milán-díj (Bp.)
- 1989 – Gáll István-díj (Bp.)
- 1994 – Greve-díj (Hamburg-Bp.)
- 1995 – Petőfi Sándor Sajtószabadság-díj (Bp.)
- 1999 – József Attila-díj (Bp.)
- 2003 – a Magyarországért, Édes Hazánkért Kiadó költői díja (Bp.)
- 2004, 2006 – Bertha Bulcsu-emlékdíj (Balatonfüred)
- 2004 – a „Politikai Elítéltek Közösségéért” Érdemkereszt (Bp.)
- 2005 – Táncsics Mihály-díj (Bp.)
- 2007 – Wieser Tibor-emlékérem (Arad)
- 2009 – díszpolgár Kisiratoson (Arad/-Csanád/ megye)
- 2009 – Arany János-díj (Bp.)
- 2014 ‒ A Magyar Érdemrend lovagkeresztje
- 2015 – országos meghívásos színjátékíró pályázat III. díja (Békéscsaba)
- 2015 – MMA Illyés Gyula-díj (Bp.)
- 2023 – Márai Sándor-díj[1]

## Bővebben Sarusi Mihályról
- Alexa Károly: Vagabundkorzózás – egy helyben. Heti Magyarország, 1993/42. VII.
- Andai Ferenc: Egy újságcikk margójára. Új Almádi Újság, 2008/8. 14.
- Andrónyi Kolos: Borivóknak való. (Pinceszer). M. Katolikus R. 2009. jan. 25., 11,30-11,55
- Apor Zoltán: Sarusi Táncsics-díja. (Laudáció.) Heti Kelet, 2005/7. 6.
- Bertha Zoltán: Az MMA Illyés Gyula-díjával kitüntetett S. M. köszöntése. Agria, 2016/1. 204-205
- Embörének. S. M. Magyar Krisztusáról. Bcs., Corvinka Könyvek, 2021
- Farkas Judit: Tiszta betű. Születésnapi beszélgetés Sarusi Mihály József Attila-díjas íróval. Búvópatak, 2014/2. 5-8.
- Folyton növő S. M.-fa. Válogatás a S. M. műveiről és munkásságáról írt tanulmányokból. Szerk. Kállai Gy. Bp., Hungarovox K., 2015
- Gellért Alpár: Sarusi Mihály. József Attila-díjasaink. Bp., PIM, 2021 (kisfilm) l. sarusi.hu
- Hevesi Mónár József: Égbekiáltó gondolatok. Nyugati Jelen, 2007. szept. 7. 8.
- Kovács János: Hétköznapok. Karcag, Barbaricum Km., 2013. 406-413: "Van mire vigyáznunk”.
- Körmendi és Sarusi szabad csapat. Karcag, Barbaricum Könyvműhely, 2006
- Körmendi Lajos: S. M.-más. Bárka, 1997/2. 65-71. (Esszé.) + K. & S. szabad csapat
- Körmendi Lajos: Csaba élő írója. (Interjú.) Bárka, 1999/3. 8-18. + K. & S. szabad csapat
- Körmendi Lajos levelei S. M.-nak. Partium, 2016/3. 106-118. + https://issuu.com/novopa/docs/partium2016osz
- Kőváry E. Péter: Sarusi Magyarországa. Egy vidéki tudósító naplójából. Bcs., 2009. 182-4.
- Kőváry E. Péter: Sarusi és a hanyattúszás. Egy vidéki tudósító naplójából. Bcs., 2009. 184-6.
- Laczkó András: S. M. iskolái. Magyar Jövő, 2009/1. 72-76.
- Nagy Gáspár levelei S. M.-nak. Búvópatak, 2009/9. 13-15. Életünk, 2009/11-12. 43-56.
- Nagyné Varga Éva: Pillanatképek Békés megye irodalmi életének múltjából II. Bárka, 2001/4. 106, 108.
- Ördögh Szilveszter levelei S. M.-nak. Életünk, 2013/4. 181-194.
- Plavecz Pál 1 órás portréfilmje. Békéscsabai kábeltévé, 1999. jan. 28.
- Rátkai Balázs: Szülőföldünk bennünk élő kincsei – Séta bölcső-helyem körül. Magyar Katolikus Rádió, 2006. márc. 19. 7.00-8.00, márc. 23. 22.34-23.34
- Réhon József: Zarándból nézve – Sarusi (Kurtucz) Miska erdélyi szemmel. Bcs., Corvinka Könyvek, 2015
- Sarusi Mihály honlapja a világhálón: http://sarusi.hu/index.html
- Simonyi Imre levelei S. M.-nak. Bárka, 2010/6. 73-79.
- Vágner Szabó János: S. és a Teljes-Magyarhon. Egy magyar író hűsége – Dél-bihari találkozások. Búvópatak, 2011/5. 16-17. Ua: Szövétnek, 2011/2. 7-8.

## Műbírálat
- A csabai Szajnán, 1981, 2011

Alexa Károly: ~. Kritika, 1982/5. 31. Ua. A. K.: A szerecsen komornyik. Kortárs K., 1999. 178-181. (A mi tót folyónk.)

Maruzsné Sebő Katalin: Csaba a kortárs szépprózában. Bárka, 2001/4. 122-125.

Simonffy András: Körös-parti Krúdy. Élet és Irodalom, 1981. november 7., 11.

Tarján Tamás: Tót és Tóth atyafiak. Kultúra.hu, 2011. aug. 21.
 
Ujj János: S. M. két könyve (Hun fohász, ~). Szövétnek, 2011/4. 14-16.

Zentai Péter László: Bemutatjuk S. M.-t. Könyvvilág, 1981/8. (8-9.)
- Pázsit, 1983

Csobai László: Grund-novellák. Békés Megyei Népújság, 1983. december 17. 8.
- A kaporszakállú nádvágó, 1985

Dér Endre: ~. Elmélkedések S. M. könyvéről. B. M-i Népújság, 1985. febr. 27. 6.
Nagy Sz. Péter: Szociográfia, legenda, történelem. Új, Írás, 1985/9. sz., 127-128. l.
- Magyar Krisztus, 1986

Alexa Károly: ~. Kortárs, 1987/3. 159-161. Ua. Krónikás embörének c. A. K.: A szerecsen komornyik. Bp. Kortárs K., 1999. 182-185.

Berkes Erzsébet: Golgota – föltámadás nélkül. Élet és Irodalom, 1986. szept. 12. 11.

Domokos Mátyás: ~. Mozgó Világ, 1987/3. 117-118. Ua.: Varázstükrök között. Bp. Szépirodalmi Kk., 1991. 17-22.

Endrődi Szabó Ernő: A magyar regény? (Vp-i) Napló, 1986. szept. 27. 13.

Hajdú Mihály: A Magyar Krisztus nyelvjárásiassága. Jászkunság, 1989/5. sz., 26-32. Ua.: Válogatott tanulmányok. Bp. ELTE., 2003. 459-466.

Laczkó Pál: ~. Kritika, 1987/4. 32.
Márkus Béla: ~. Kortárs magyar irodalmi művek lexikona. Bp., MMA MMKI, 2019: https://www.mmalexikon.hu/kategoria/irodalom/magyar-krisztus
 
Rónay László: A szegények keresztje. Új Írás, 1987/2. 124-126.

Rónay László: A Magyar Krisztus tízegynéhány év után. S. M. regényéről. Magyar Napló, 2003/2. 29-30. https://web.archive.org/web/20041104052124/http://www.fokuszegyesulet.hu/read.php?id=166
Szabó István: Sziget (szórványnak nevezve). Átalvető, 2016/1. 38-39.
Virág N. László: Egy gyanús könyv. Békés Megyei Népújság, 1986. júl. 5. 8.
- Fönn a Jeruzsálemhegyen, 1987

Dérczi Péter: ~. Új Aurora, 1988/1. 118-121.
- Árva ima, 1989

Balogh Ödön: Sarusi. (Vp-i) Napló, 1989. szept. 5. 5.

Csobai László: ~. Jászkunság, 1989/5. 33-35.

Fabó Edit: ~. Stádium, 1989/3. 99-101.

Rónay László: Az a bizonyos többség. Új Írás, 1990/3. 124-126.
- Hanyattúszás, 1990

Magyar Judit Katalin: H. mint haza. Könyvvilág, 1990/5. sz., 22. l.
- Ugatoló, 1991

Balogh Elemér: ~. (Előszó a kötetben.) Ua.: – Vp-i – Keddest, 1995. május 2. 9.

Körmendi Lajos: S. M.-más. Bárka, 1997/2. 68-69.
- Kazal, 1991

Apáti Miklós: Kibújt kazlából a kazalrakó. Új Magyarország, 1991. júl. 20. 9.
Kocsis L. Mihály – Hátrányos helyzetben? Beszélgetés az Új Magyarországról K. L. M-lyal. Magyar Sajtó, 1991/12. 3.
- Vagabundkorzó I–III. 1993, IV-VI. 2001

Fekete J. József: A Vagabundkorzóról. (Szabadkai) Hét Nap, 2001/40. 18. Ua: Imádságos kolostor. Újvidék, 2002. 174-175.; világháló: mek.oszk.hu

Kőváry E. Péter: Korzó-torzó. Békés Megyei Nap, 1994. dec. 24. 22.

Ujj János: Ismét őseink nyomában a vagabundus. Nyugati Jelen, 2001. márc. 20. 7.

Vasy Géza: ~. Jászkunság, 1994/4. 11-12. Ua: Későmodern prózaírók. Széphalom Km., 2006. 427-431.

Vathy Zsuzsa: Sarusi a Vagabundkorzón. Búvópatak, 2009/11. 14.
- Eszterberke, 1993

Czére Béla: A túlélés és a halál zsoltára. Magyar Élet, 1994/6. 44-46.

Csernák Árpád: Visszhangtalan remeklések. Búvópatak, 2004/6-7. 19. Ua. Cs. Á.: Kék korláton sárga esernyő. Bp. 2007. 185-7.

Somi Éva: S. M. és az Eszterberke. Aranypor – A Békés m-i irod. kézikönyve. Bcsaba, 2007. 221-239.
- Decebál Gyulán, 1995

F(ehér) J(ózsef): ~. Heti Délkelet, 1996/39. 15.

Gyöngyösi Gábor: Itt a legjobb meg sem születni… Észak-Magyarország, 1996. május 25. 7.

Márkus Béla: ~. S. M. regénye. Hajdú-bihari Nap, 1996. január 9. 12. Ua. Ellenutópia a fiókból. Polisz, 1996. szeptember (21.) 48.
- Csuba Ferke, 1997

Körmendi Lajos: S. M.-más. Bárka, 1997/2. 66-67.
- Szökőélet, 1997

Fehér József: Besúgók, bírák, balekok. Heti Délkelet, 2000/1. 14-15.

Pécsi Györgyi: ~. Kortárs, 1998/7. 111-114. Ua.: Egy „zsillér”-polgár vallomásai. Olvasópróbák 2. Felsőmagyarország K., 2003. 72-77.

Pósa Zoltán: Elmélkedő életgyónás. Magyar Demokrata, 1998/38. 43.

Vasy Géza: S. M. ajándék élete. Bárka, 1998/3. 15-19. Ua.: Későmodern prózaírók. Bp. 2006. 432-439.)
- Írni, Csabán, 1998, 2006

Körmendi Lajos: S. M.-más. Bárka, 1997/2. 69-71.
- Az Aranykapca álma, 1999

Bakonyi István olvasónaplója – Nyári adósságtörlesztések. Árgus, 1999/5. 60. Ua.: Az igazmondás igénye. Felsőmagyarország K.-Kodolányi J. Főisk. 2001., 157-158.
- Csavargó ének, 2001

Bencsik Máté: Sarusi tér 33. Békés Megyei Nap, 2001. október 13. 7.

Kántor Zsolt: ~. Heti Délkelet, 2001/41. 3.
- Fekete–Zaránd, 2002

Réhon József: Jaj, regö-rejtem! Szövétnek, 2002/4. 15.

Ujj János: „Hálát adunk, hogy még nincs végünk”. Nyugati Jelen, 2002. július 17. 9.

Vasy Géza: „Magyarnak számkivetve”. Bárka, 2002/5. 133-135. Ua.: Későmodern prózaírók. Bp. 2006. 440-444.
- Fecskeúton, 2003

Réhon József: ~. Heti Kelet, 2003/36. sz., 15. l. Ua.: Új Balaton, 2003/2-3. sz., 101-102. l.
- Balatoni fiúk, 2003

Nyirádi Vince: Balatoni fiúk – Gondolatok S. M. művéről. Búvópatak, 2004. 5. 13.
- Alföldi képek, 2005

M(eszesán) M(ária): Paraszt-polgári kesergő. Hajdú-bihari Napló, világháló: 2005. november 8., (www.haon.hu). U.a. Hajdú-bihari Napló, 2005. november 11. 6.
- Körmendi és Sarusi szabad csapat, 2006

Réhon József: ~. „Bordaropogtató öleléssel”. Csabai Mérleg, 2008/4. 8. Ua. Búvópatak, 2008/3. 13.
Rideg István: Körmendi L. világa III. Karcag, 2014. 496-502: K. L. „posztumusz” kötetei
- AZ MÁI LABANCOKRÚL, Kurta Miska levelei Zaránd vármegyéből, 2007

Gerencsér Zsolt: Tetszik, nem tetszik, zsebmetszik. Búvópatak, 2007/3. 17-18.

Réhon József: Életünk, 2008/3.74-76.

Ujj János: A mai labancokról Gyorgye bácsi tollából. Szövétnek, 2007/3. 14-15.
- Pinceszer – boros úti beszélyfüzér, 2009

Bakonyi István: ~. Kortárs, 2010/7-8. 189-190.

Balogh Elemér: ~. Búvópatak, 2009/1. 13-14. Ua: Új Almádi Újság, 2009/1. 12.

Kaiser László: Az ivás (és az írás) méltósága. Agria, 2011/2. 244-246.

Pécsi Györgyi: Olvasópróbák. M. Kat. Rádió, 2009. ápr. 16. 11,15-11,23 h.

Réhon József: Boros úton S. M.-lyal. Csabai Mérleg, 2009/5. 12.

Tarján Tamás: Olajolaj. Revizor, 2009. VI. 1. www.revizoronline.com
- Hiábahaza, 2010

Balogh Elemér: ~. Balatoni Futár, 2010/7. 17.

Lukáts János: S. M. két könyvéről (Végig a Corvinkán, ~). Polísz, 2010/ősz, 88-89.

Máriás József: ~. Művelődés, 2010/12. 10. http://www.muvelodes.ro/index.php/Cikk?id=1021

Réhon József: ~. Búvópatak, 2010/6-7. 18-19.
- Végig a Corvinkán', 2010

Lukáts János: S. M. két könyvéről (~, Hiábahaza). Polísz, (129.) 2010/ősz, 88.

Ujj János: Végig a Corvinkán és a (közös) történelmen. Heti Új Szó, 2010/31. 14.
- Hun fohász, 2011

Bakonyi István: ~. Életünk, 2012/2-3. 78-80. Ua: Búvópatak, 2012/5. 16-17.
Máriás József:
Versfohászok – a magyarokért. Életünk (München), 2013/11. 6. Ua: Olvasmányaim ösvényein. + MEK: http://mek.oszk.hu/12200/12234/12234.pdf
148-150.

Ujj János: S. M. két könyve (~, A csabai Szajnán). Szövétnek, 2011/4. 14-16.
- Simonyitól Simonyiig. Három kurta beszély a vég-gyulai költőről; Magyar Téka Erkel Sándor Könyvesház, Békéscsaba, 2012

Csanádi János: Vigyázó szemetek Simonyira vessétek! Irodalmi Jelen (Ny. J.-melléklet), 2012/9. 7.

Réhon József: Három kurta beszély a vég-gyulai költőről. Búvópatak, 2012/8. 15-16.

(Uj)j (Jáno)s: ~. Szövétnek, 2012/4. 11-12.
- Lajtabánsági állatmesék, 2013

V. Szabó János:
Való mesék egy valótlan világban. Búvópatak, 2013/10. 22-23.
Szövétnek, 2013/4.4-5.
- Négy kicsi mérges avantgard, 2013

Bakonyi István:
~. Stádium, 2014/1. 7.
- Kopóirat, 2013

Madarász Imre: "Nem lesz ennek sose vége?!" Bárka, 2014/2. 64-65.
Márkus Béla: Irodalomelhárítás.
Bárka, 2014/2. 66-70.
R. Váradi Károly: Kopóirat (kopó irat). (Paródia.) Nyugati Jelen, 2016. dec. 30.‒2017. jan. 2. 5.
• Tiszta betű, 2014
Oláh András: „Ferdítés nélkül”. Partium, 2014/4. 90-91.
• Álompuszta, 2016
Vajda Anna Noémi: Az ember drámája. Partium, 2017/1. 98-99. Szövétnek, 2017/1-2.
Ványai Fehér József: Történelmi tabló színműben. Bárka-honlap, 2017. aug. 29.: http://www.barkaonline.hu... 
- Öreg-hegyen innen, Öreg-hegyen túl ‒ Balatoni jelenetek I., 2017

Brassai Zoltán: Emlékmentés. Séd, 2017/ősz (/3.) 35.
Vágner Szabó János: Sarusi Mihály szerelmes földrajza. Szövétnek, 2017/5. 13-14.
* Innen a rácson, 2017
Botár Attila: Írói kéztartások. Séd, 2017/ősz (/3.) 34-35.
Cs. Varga István: „Jó volt köztetek”. Partium, 2017/3. 108-111.
Oláh András: Újraragasztott borítékok nyomában. Bárka, 2018/2. 105-107.
Vajda Anna Noémi: Innen-onnan ‒ Levél az olvasóhoz. Agria, 2017/4. Ua. Ny. J. Irodalmi Jelen-melléklet 2017/11. 8.
* Igen, a haza, 2018
Ványai Fehér József: Öcsi Iratosért táncolt. Partium, 2018/4. 119-121
*Nyílik a savanyauborka-virág, 2018
Márkus Béla: Narrátorok, különböző fokon. Kortárs, 2019/6. 105-109.
- Nyelvkiakadásban, 2019

Bakonyi István: Sarusi Mihály, a nyelvújító, Országút, 2020. szept .21. https://orszagut.com/cikk/sarusi-mihaly-a-nyelvujito
Czuczor Sándor: Könyvbemutató a Kerekesben. Új Almádi Újság, 2019/7. 14.
Vajda Anna Noémi: Öltögetős. Erdélyi Előretolt Helyőrség, 2019/10. 7. Ua. Partium, 2020/1. 134-136
Ujj János: Nyelvújítás (Vagy rontás?). Heti Új Szó, 2019/35. 18.
- Öreg-hegyen innen, Öreg-hegyen túl II, 2020

Ircsik Vilmos: Tudósítás a tó mellől. Séd, 2020/4. 24.
- Hun a Szeret szompolyog, 2020

Fehér József: Ezüstportya a moldvai magyar életbe. Bárka, 2021/1.
Vajda Anna Noémi: Pruton innen, Szereten túl. Irodalmi Jelen (Nyugati Jelen havi melléklet), 2020/11. 3., 8. 
- Életszomj, 2021

Oláh András: ~. Kortárs, 2021/12. 110-111 
Ványai Fehér József: Levélrege a hatvanas évekről. Lapszéljegyzetek S. M. ~ c. könyvéről. Bárka-honlap, 2022/jan. 11. 
- Embörének, 2021

Lovizer Lilla: „És monda nékik: A kinek van füle a hallásra, hallja”. Séd, 2021/5. 13 
- Kis iratosi falurajz, 1987-

Bajkó Árpád-István: A kisiratosi Kurtucz István parasztkántor temetési búcsúztatói.
Phd konferencia
2013. Debr., Balassi Intézet, 2013. 203-222. (Fő, hogy mögvagyunk.)
Beke György: Megíratlan balladák a Dél-Alföldön. Tiszatáj, 2001/7. 54-66. (55, 57-58, 61). Ua: Bartók szülőföldjén. Mundus K. 2002. 138-157.

Bertha Zoltán: Krónikás falurajz. (Szalbek-Iratos.) Új Horizont, 2006/4. 158-160. Ua: Sorsjelző. Felsőmagyarország K., 2006. 132-136.
Hajdú Mihály:
Előszó S. M. Lönni vagy nem lönni c. falurajzához. Bárka, 2014/2. 59-60.

Körmendi Lajos: Bőr. Jászkun Krónika, 1993. aug. 5. 5. (Kisiratos ragadványnevei.) Ua: K & S, 45-46.

Máriás József: Így vót, szép élet vót – Egy határmenti falu hatvan éve. (Szalbek-Iratos.) MAKtár, 2005/6-7. 25.

Pávai Gyula: Kisiratosi tájszótár. Szövétnek, 2008/4. 6.